# Ґрантвілльський вісник (серія)
Ґрантвілльський вісник (англ. Grantville Gazettes) — серія антологій оповідань, дія яких відбувається у всесвіті «1632», представленого в романі Еріка Флінта «1632», який виходив раз на два місяці електронним журналом з 2003 року до незабаром після смерті Флінта 2022 року.
Вісник почався як експеримент: професійно редагований, офіційно санкціонований «фанатський журнал», який виходив в електронному вигляді. Спочатку випущені як серіалізовані електронні журнали, пізніше вони були опубліковані як електронні книги (взявши сторінку з досвіду Baen Books із E-ARCs — Electronic Advance Reader Copies, який було запроваджено кількома роками раніше). Оскільки електронні продажі були успішними, Baen уклав контракт із Флінтом на додаткові випуски, які виходитимуть 3-4 рази на рік (раз на два місяці, починаючи з 2007 року). Кожна з них стане частиною канонічної основи для інших творів (романів і антологій) у серії «1632».
До середини 2012 року електронні журнали виходили раз на два місяці, і було видано шість книг (п'ять з них у твердій обкладинці і в м'якій обкладинці для мас-маркету) з уривками з перших 17 випусків журналу. «Ґрантвілльський вісник IX» вийшов у липні 2021 року.
Після двох десятиліть діяльності журнал відсвяткував електронний випуск свого 100-го тому в березні 2022 року.
16 серпня 2022 року Люсіль Роббінс, вдова Еріка Флінта, офіційно оголосила про негайне припинення видання «Ґрантвілльського вісника» і Ring of Fire Press. Без величезного вливання нових грошей було визначено, що обидва бізнес-підприємства не будуть економічно життєздатними без участі Флінта.
Останній електронний випуск, том 102, був випущений у липні 2022 року, тоді як остання друкована версія книги, «Ґрантвілльський вісник IX» (ISBN 978-1982125455), було випущено в липні 2021 року.
У червні 2023 року було оголошено, що нова компанія, Flint's Shards Inc., підписала контракт із Люсіль Роббінс, вдовою та спадкоємицею Еріка Флінта, на випуск нового електронного журналу під назвою Eric Flint's 1632 & Beyond, який виходитиме раз на два місяці на перший день непарних місяців з Бьорном Гасселером як головним редактором, починаючи з вересня 2023 року.

## Друкована публікація
Починаючи з листопада 2004 року, перший Вісник також було випущено експериментально в паперовому виданні з першим номером у м'якій палітурці. Другий том був випущений у твердій обкладинці в березні 2006 року, у цій та наступних назвах використовуються римські цифри для назв, наведених нижче в розділі «Список журналів», як показано на обкладинках друкованих видань.
Кожне друковане видання містить додаткове оповідання, яке не було опубліковане в жодному з електронних журналів. Починаючи з V тому, кожне друковане видання містить історії з кількох журналів, і не всі журнальні історії опубліковані в книгах. У розділі «Список журналів» нижче подано дати публікацій і приблизний перелік журналів, які зібрані в окремі книги.
| Назва                       | Дата публікації    | ISBN           | Відповідність електронним версіям | Додаткова історія Флінта            |
| --------------------------- | ------------------ | -------------- | --------------------------------- | ----------------------------------- |
| Ґрантвілльський вісник I    | Листопад 2004 року | 0-7434-8860-1  | Весь випуск 1                     | «Портрети»                          |
| Ґрантвілльський вісник II   | Березень 2006 року | 1-4165-2051-1  | Весь випуск 2                     | «Кроки в танці»                     |
| Ґрантвілльський вісник III  | Січень 2007 року   | 1-4165-0941-0  | Весь випуск 3                     | «Поштові витрати»                   |
| Ґрантвілльський вісник IV   | Червень 2008 року  | 1-4165-5554-4  | Весь випуск 4                     | «Урок анатомії»                     |
| Ґрантвілльський вісник V    | Серпень 2009 року  | 1-4391-3279-8  | Із випусків 5-10                  | «Стабільна дівчина»                 |
| Ґрантвілльський вісник VI   | Січень 2012 року   | 1-4516-3853-1  | Із випусків 11–19                 | «Маска»                             |
| Ґрантвілльський вісник VII  | Квітень 2015 року  | 978-1476780290 | Із випусків 20–30                 | «Складна ситуація»                  |
| Ґрантвілльський вісник VIII | Червень 2018 року  | 978-1481483292 | Із випусків 31–45                 | «Декарт перед повіями»              |
| Ґрантвілльський вісник IX   | Липень 2021 року   | 978-1982125455 | Із випусків 46–64                 | «Неприємний, брутальний і короткий» |

### Загальна літературна критика та відгуки друкованих версій
Продажі друкованих версій «Ґрантвілльського вісника I» і «Ґрантвілльського вісника IІ» були достатньо високими, щоб ці номери були включені до списку бестселерів Locus (журналу), а Том I посів 9-е місце у 2005 році для Paperbacks, а Том II — 10 місце у 2006 році у твердій обкладинці, відповідно.
Загалом більшість рецензентів написали схвальні відгуки, тоді як лише невелика їх кількість були негативними. Рецензент Booklist написав, що «всесвіт Флінта 1632 року, здається, надихає цілу нову групу талановитих альтернативних істориків».

### Друковані томи, які ще не мають власної сторінки Вікіпедії

#### «Ґрантвілльський вісник IV»
Рецензент журналу Observe and See написав, що друкована версія «Ґрантвілльського вісника IV» «це таке ж приємне, як й інші видання», і проаналізував кожну історію в цьому виданні. Рецензент журналу The Billion Light-Year Bookshelf написав розгорнуті індивідуальні рецензії на кожне з оповідань. Рецензентка також зазначила, що одна з історій з газети була частиною передісторії одного з романів, які вона раніше рецензувала.

#### «Ґрантвілльський вісник V»
Рецензент Booklist писав, що друковане видання «Ґрантвілльський вісник V» «додає грані унікальному творінню альтернативної історії Флінта». Рецензент журналу The Billion Light-Year Bookshelf написав індивідуальну рецензію на кожну з включених історій. Більшість із них були позитивними, однак вона попередила читача, що принаймні одна історія може бути незрозумілою, якщо читач уже не прочитав більшість книжок серії.

#### «Ґрантвілльський вісник VІ»
Рецензент San Francisco Book Review написав, що «всі оповідання добре написані та наповнені захоплюючими героями». Рецензент Library Journal також дав позитивну рецензію.

#### «Ґрантвілльський вісник VІІ»
Рецензент SFRevu написав, що «Історії досить різноманітні. Тут є таємниці, пригоди та трохи переписаної історії». Деякі з історій химерні, і «персонажі мають почуття гумору», тоді як інші «не всі історії гумористичні, вони також стосуються тем, пов'язаних з нерівністю та можливостями». Рецензент також написав, що «ще однією дійсно хорошою частиною серії є серйозне обговорення технологій і того, як старі технології можуть бути відтворені, доки не з'явилося обладнання, необхідне для створення сучасних технологій». Рецензент також стверджує, що ""Вісник «був трубопроводом для авторів, що розвиваються». Рецензент Midwest Book Review написав, що книга «забезпечує живий набір віньєток і оповідань, які добре поєднуються з основними книгами серії та заповнюють багато прогалин новими історіями та новою інформацією».

## The Ring of Fire Press
Багато продовжуваних серійних видань були перевидані як однотомні збірки видавцями Вісника через власне видання Ring of Fire Press, щоб полегшити доступ читачам до матеріалу, не змушуючи читачів шукати в різних попередніх випусках вісника, щоб отримати доступ до попередніх епізод певної серії.

## Нагороди за оповідання
Починаючи з 2017 року вісник почав пропонувати нагороду за найкраще оповідання, опубліковане протягом попереднього календарного року на думку читачів.
| Рік      | Назва                                   | Автори                               | Випуск |
| -------- | --------------------------------------- | ------------------------------------ | ------ |
| 2016 рік | «Зимове полотно: історія Деніела Блока» | Мерія Л. Кроуфорд і Роберт Е. Уотерс | 67     |
| 2017 рік | «Довга дорога додому, частина 2»        | Нік Лоранс                           | 69     |
| 2018 рік | «Реквієм за майбутнім»                  | Девід Карріко                        | 76     |
| 2019 рік | «Кліка, Кліка, Бум»                     | Бьорн Гасселер                       | 82     |
| 2020 рік | «Перший поцілунок»                      | Тім Реш                              | 90     |

## Всесвіт Джима Бейна
Починаючи з номеру журналу № 19, інший журнал Baen був об'єднаний із «Ґрантвілльським вісником». Протягом наступних десяти номерів у газетах не було змін, окрім подвійної назви на титульній сторінці. У номері журналу № 30 Ерік Флінт представив «Додаток Всесвіту» до «Ґрантвілльського вісника», що містить слот для історії та колонки з Всесвіту Джима Бейна.